# 南寶樹脂
南寳樹脂化學工廠股份有限公司，簡稱南寳樹脂，成立於1963年，由旅日工學博士黃堂慶雲先生所創辦，是研究與生產合成樹脂方面的化學工業集團；2017年《天下雜誌》名列台灣1000大製造業中，排名第219名。

## 組織
南寶集團分為鞋材、接著劑及塗料三大事業部，集團並於中國、印尼、越南、泰國、印度、菲律賓、柬埔寨、馬來西亞、新加坡、澳洲各地設有服務據點及子公司。

## 相關

### 中華民國

#### 台南市西港區
- 南寳樹脂
  - 製造及銷售各式接著劑、粉體塗料、液體塗料、鞋用膠、熱熔膠，為台灣第一大接著劑品牌，也是全世界全三大鞋用膠品牌。
- 南寳電子材料(南寶電材)
  - 主要生產產品：鐵矽鋁合磁芯、非結晶磁性粉末磁芯
  - 應用範圍：插座轉接器、伺服器電源、車載引擎點火系統電路及HID燈升壓變壓器等
- 源富生物科技(源富生技 （页面存档备份，存于）)
  - 南寳樹脂關係企業，設有專業研發中心，主力為保健食品、機能性食品和原料研發與生產。

### 中华人民共和国
- 黃江南寶
- 福清南寶
- 昆山南寶
- 佛山南寶
- 佛山高盛

#### 香港
- 南寶國際

### 泰國
- 泰國南寶

### 印度尼西亞
- 印尼南寶

### 越南
- 越南南寶
- 南寶材料越南有限公司
- 南寶高新材料越南有限公司

### 印度
- 印度南寶

### 
- 澳洲南寶